# サンドロ・コイス
サンドロ・コイス（Sandro Cois、1972年6月9日 - ）は、イタリア・フォッサーノ出身の元同国代表の元サッカー選手（MF）。

## 経歴
現役時代の多くは主に、ボランチのポジションをこなした。選手としては、フィオレンティーナに所属していた時は、積極的な走りと、フィジカルの強さを生かし、当時のフィオレンティーナを牽引した。代表にも招集され、1998年、フランス大会で、3試合に出場した。その後は、2002年にサンプドリアに移籍しその翌年、ピアチェンツァに移籍するが、身体的な問題があり、時期に引退した。

## 所属クラブ
- 1989-1994 トリノ
- 1994-2002 フィオレンティーナ
- 2002-2003 サンプドリア
- 2002-2003 ピアチェンツァ

## 代表歴

### 出場大会
- イタリア代表
  - 1998 FIFAワールドカップ

### 試合数
- 国際Aマッチ 2試合 0得点（1998年-1999年）[1]

| イタリア代表 | 国際Aマッチ | 国際Aマッチ |
| 年           | 出場        | 得点        |
| ------------ | ----------- | ----------- |
| 1998         | 1           | 0           |
| 1999         | 1           | 0           |
| 通算         | 2           | 0           |